# Rivière Au Train
Pour les articles homonymes, voir Train (homonymie).
La rivière Au Train (en anglais :Au Train River) est un cours d'eau qui coule dans le comté d'Alger situé dans l'État du Michigan aux États-Unis.
Elle doit son nom aux trappeurs et coureurs des bois français et Canadiens français qui arpentèrent le Pays des Illinois à l'époque de la Nouvelle-France et de la Louisiane française.
Son cours mesure approximativement 27 km de long. Elle prend sa source comme émissaire depuis le lac-réservoir de Cleveland Cliffs Basin. La rivière s'écoule ensuite vers le Nord en direction de la localité de Au Train et se jette dans le lac Supérieur au fond de la petite baie Au Train.

## Liens externes

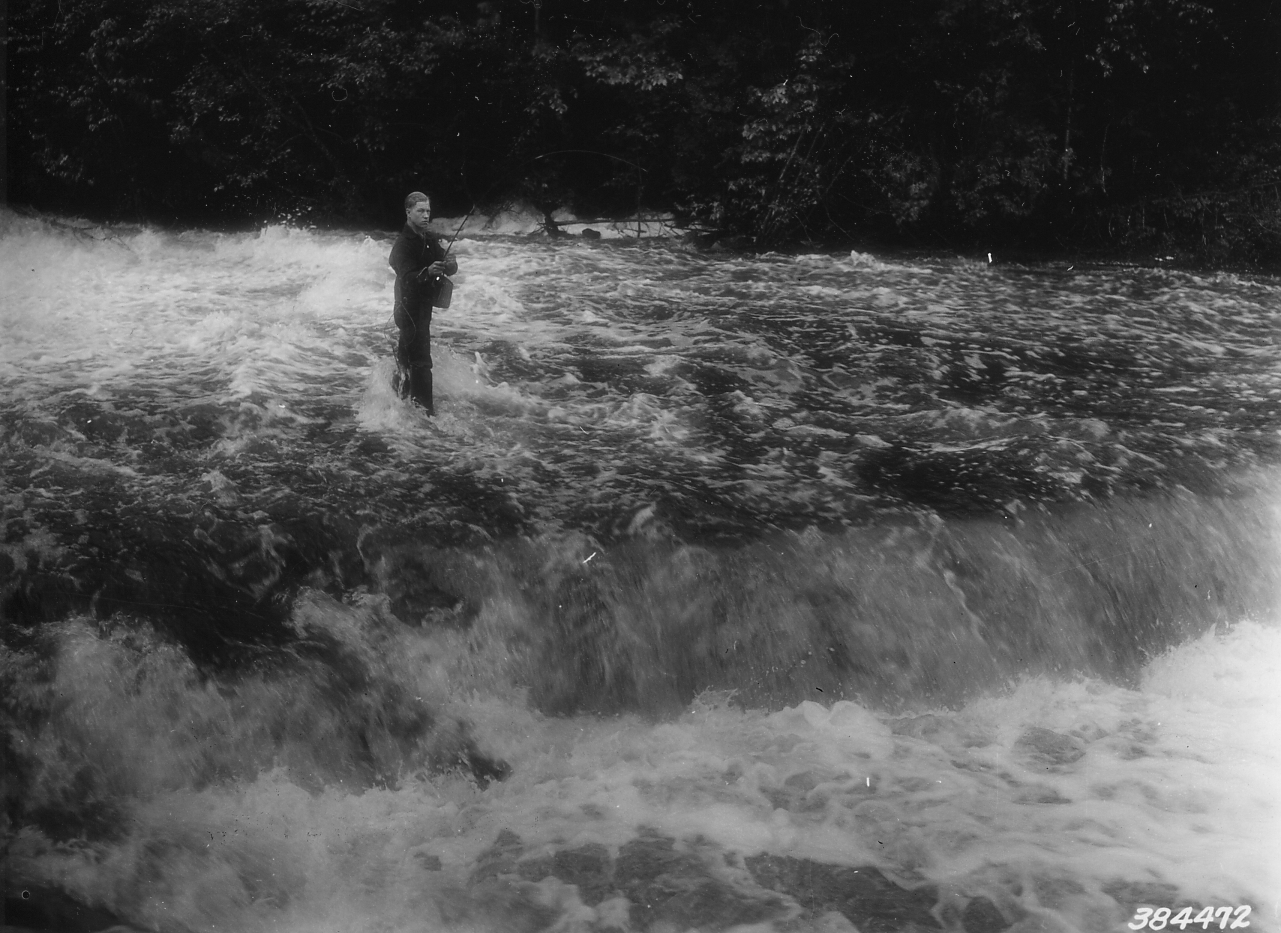
Pêcheur dans la rivière Au Train.